# Richard Dreyhaupt
Richard Dreyhaupt war ein deutscher Hersteller von Automobilen.

## Unternehmensgeschichte
Das Unternehmen aus Leipzig-Eutritzsch begann 1905 mit der Produktion von Automobilen. Der Markenname lautete Dreyhaupt. Im gleichen Jahr endete die Produktion.

## Fahrzeuge
Dreyhaupt verwendete Komponenten der Fafnir-Werke, die diese unter dem Namen Omnimobil anboten. Für den Antrieb sorgte ein Vierzylindermotor von Fafnir mit 10 PS Leistung.